# 묘법연화경 권1 (충청북도 유형문화재 제322호)
묘법연화경 권1(妙法蓮華經 卷一)은 충청북도 충주시 신니면, 고불선원에 있는 조선시대의 불경이다. 2014년 3월 7일 충청북도의 유형문화재 제358호로 지정되었다.
WDF

## 개요
『妙法蓮華經』은 줄여서 ‘법화경’이라고 부르기도 하며, 실상과 방편을 설하며 누구나 부처가 될 수 있다는 것을 기본사상으로 하고 있다. 한국불교의 근본경전으로 화엄경과 함께 한국 불교사상 확립에 크게 영향을 끼쳤다.
전라도 순창의 복천사(福泉寺)에서 간행된 자료로 인기에 나타난 특징은 강백년-강현-강세황 3대와 진주강씨 여러 인물의 인장이 보여 강세황 후손 가문의 소장본임을 알 수 있다.

## 참고 자료
- 묘법연화경 권1 - 국가유산청 국가유산포털